# Recaredo de Villa
Recaredo de Villa y Piedrahíta (Medellín, 1826 - Ciudad de Guatemala, 16 de agosto de 1905) fue un político y banquero colombiano, presidente del Estado Soberano de Antioquia entre 1873 y 1877, conocido por haber sido uno de los líderes de la insurrección conservadora que dio inicio a la Guerra de las Escuelas. 

## Biografía
Nacido en Medellín, era hijo de Francisco de Villa y Tirado y de Estefanía Piedrahíta y Puerta, hermano del empresario Félix de Villa. Estudió en el Colegio Provincial. 
Desde joven incursionó en la política, siendo diputado a la Asamblea de Antioquia, entre 1854 y 1869, y Senador de la República. En 1847 se convirtió en importante terrateniente, al adquirir, en asocio con Félix Gómez y Bautista Barrientos, 67.763 hectáreas de tierras si dueño en el distrito de Cáceres. En 1864 fue nombrado como representante del gobernador Pedro Justo Berrío en Bogotá ante el gobierno federal. Fue el director del Banco de Antioquia, primer banco fundado en ese estado. También fue miembro de la junta directiva de la Sociedad de Fomento de Medellín. Fue colaborador de la revista La Situación, fundada en 1855. 
En 1873 sucedió a Pedro Justo Berrío en la presidencia estatal de Antioquia, asumiendo el 7 de agosto de ese año. En su gabinete incluyó, entre otros, a Baltasar Botero Uribe como secretario de gobierno y a Luis María Mejía Álvarez como secretario de Hacienda. Durante su gobierno se firmó el contrato para la construcción del Ferrocarril de Antioquia con Francisco Javier Cisneros, se construyó la carretera de Medellín a Caldas, se instaló la maquinaria de la Casa de la Moneda de Medellín, se ordenó la instalación en Antioquia de la misión educativa de los Hermanos Cristianos y fundó la Escuela de Minas del Estado y la Escuela de Artes y Oficias, de la cual fue director Juan Enrique White. Regaló el reloj de la catedral de Villanueva. 
Iniciada la Guerra de las Escuelas, decretó la movilización de 14.000 hombres para apoyar a las fuerzas insurrectas. Sin embargo, para finales de 1876 tuvo que huir del país debido a la deplorable situación en la guerra. Huyó a Guatemala, donde ya vivía su familia política y algunos conservadores como la familia Ospina Vásquez; Silverio Arango, prefecto del Departamento del Sur, fue elegido nuevo presidente estatal. Arango tuvo que rendir a las fuerzas conservadoras en el llamado Acuerdo de Manizales, que significó el fin de la guerra y del control conservador sobre Antioquia. 
Casado en 1852 con Pastora Vásquez Barriento, fue yerno del político y empresario Julián Vásquez Calle. 